# Han Yaqin
Han Yaqin (chiń. 韓 亞琴 ur. 18 sierpnia 1963) – chińska wioślarka. Brązowa medalistka olimpijska z Seulu.
Zawody w 1988 były jej jedynymi igrzyskami olimpijskimi. Wywalczyła brąz w ósemce.